# Дефективная демократия
Дефективная (дефектная) демократия — концепция, описываемая в работах политологов Вольфганга Меркеля, Ханса-Юргена Пухле и Аурела Круассана. Данным термином обозначаются режимы, устройство которых имеет некоторые отклонения от «встроенной демократии» (идеальной демократии), но не могут быть обозначены как гибридные режимы или полностью авторитарные.
Причинами возникновения дефективных демократий называются географические, экономические и культурные особенности определённого государства, а именно: уровень модернизации, экономические тенденции, социальный капитал, гражданское общество, политические институты и т. д.

## Концепция «встроенной демократии»
Согласно Меркелю, Пухле и Круассану, «здоровый» демократический режим (образ которого они назвали 'встроенной демократией") представляет собой систему правления, основанную на либеральных ценностях, при которой граждане осуществляют свою власть напрямую, избирая должностных лиц в один или несколько руководящих органов. Однако, данные «здоровые» демократические режимы могут быть признаны отчасти дефективными, когда какой-либо из ключевых компонентов государственного управления отсутствует или не в состоянии должным образом связать друг с другом. Демократический режим должен обеспечивать всеобщее избирательное право, свободные и справедливые выборы, проводимые на регулярной основе, многопартийную систему, множество независимых источников информации в стране, беспрепятственное и полностью прозрачное принятие решений избранным народом правительством страны или внешними субъектами.

## Типы дефективных демократий

### «Исключительная» демократия
При данном типе дефективной демократии определённые группы населения государства имеют больше прав по сравнению с другими. Права между населением могут распределяться по расовому, национальному или классовому признаку.
Пример данного режима — Соединённые Штаты Америки в некоторые моменты своей истории (см. также Расизм в США и Рабство в США).

### Доменная демократия
При данном типе дефективной демократии власть принадлежит не легитимному и избранному народом правительству, а военным, предпринимателям, землевладельцам или корпорациям.
Примером называется переворот военных в Зимбабве в 2017 году.

### Делегативная демократия
При делегативной демократии исполнительная власть не ограничена другими институтами, и в частности, не подотчётна другим ветвям власти.
Примером делегативной демократии называется Мексика во время правления Институционно-революционной партии, у которой до 1997 года не было каких-либо конкурентов в правительстве.

### Нелиберальная демократия
Нелиберальная демократия — политическая система, имеющая некоторые формальные признаки демократии, но исключающая реальные механизмы и институты народовластия.
В качестве примера такого режима можно назвать Грузию во время правления «Грузинской мечты».

### Анократия
Анократия — режим, сочетающий в себе одновременно признаки как авторитарного, так и демократического режима. В качестве примера можно назвать Кубу, где Коммунистическая партия имеет неограниченную власть, все еще существуют демократические атрибуты, а именно Национальная ассамблея народной власти, 600 членов которой избираются всенародным голосованием сроком на пять лет.